# Georges Kirsch (aviateur)
Pour les articles homonymes, voir Kirsch (homonymie).
Georges Kirsch, né le 6 août 1892 à Vitry-le-François dans la Marne et mort le 13 septembre 1969, était un aviateur français.

## Biographie
D'abord technicien chez Nieuport où il entre en 1910, il y devient pilote d'essai. Il doit interrompre son activité durant la Première Guerre mondiale. Blessé à cinq reprises, il est déclaré invalide à 100 pour cent. Après la guerre, il reprend pourtant son activité aux essais en vol et révèle des qualités exceptionnelles.
Le 28 septembre 1920 à Étampes, il se classe troisième dans la coupe Gordon-Bennett, derrière Joseph Sadi-Lecointe et Bernard de Romanet. Cette année-là, la France ayant remporté la compétition trois fois de suite, la coupe reste acquise à l'Aéro-Club de France.
Le 1er octobre 1921, aux commandes d'un biplan Nieuport-Delage NiD.29 doté d'un moteur Hispano-Suiza de 300 ch, Georges Kirsch est vainqueur de la coupe Deutsch de la Meurthe. Il réalise le parcours de 300 kilomètres en 1 heure, 4 minutes et 39 secondes, à la vitesse moyenne de 278,360 km/h, s'imposant face à Joseph Sadi-Lecointe, Francesco Brack-Papa, James Herbert et Fernand Lasne.
En 1921, il est également vainqueur de la coupe Gordon-Bennett.
En 1921 et 1922, il bat des records d'altitude.
Il meurt le 13 septembre 1969. Il est inhumé au cimetière de Montrouge dans les Hauts-de-Seine.

## Distinctions
Titulaire de plusieurs records mondiaux d'altitude et de vitesse.
- Officier de la Légion d'honneur
- Croix de guerre 1914-1918
- Médaille militaire
- Médaille d'or de l'Aéronautique

## Vie privée
Il était marié à Eugénie Kirsch, une artiste lyrique connue sous le nom de Jenny Perlyse, décédée en 1972 à l'âge de 89 ans.